# ایران و تهدیدات جهانی
ایران و تهدیدات جهانی یکی از موضوعات گزارش جامعه اطلاعاتی آمریکا است که در آوریل ۲۰۱۷ منتشر شده‌است. در این گزارش نکاتی در رابطه با تهدیدات جهانی به‌طور عام آورده شده و ۴ کشور از جمله ایران را به‌طور خاص به عنوان ۴ کشور اصلی حامی تروریسم معرفی کرده‌است.

## گزارش جامعه اطلاعاتی آمریکا
دنیل کوتس (Dan Coats) رئیس اطلاعات ملی آمریکا مسئول هماهنگ‌کننده ۱۶ نهاد اطلاعاتی و امنیتی آمریکا، در گزارشی به کمیته اطلاعاتی سنا چشم‌اندازی از تهدیدهای پیش روی منافع و امنیت ملی آمریکا ترسیم کرد. در بخش «تهدیدهای عمده» این گزارش، از ۴ کشور ایران، روسیه، چین و کره شمالی در کنار «تهدیدهای غیردولتی» نام برده شدهو در بخش مربوط به ایران این گزارش آمده‌است: «جمهوری اسلامی ایران از گروه‌های نظامی و تروریستی ضدآمریکایی و نیز رژیم اسد و شورشیان حوثی حمایت می‌کند و در عین حال تجهیزات پیشرفته نظامی را توسعه می‌دهد، این کشور همچنان تهدیدی پابرجا علیه منافع امنیت ملی آمریکا به‌شمار می‌آید.»

## تهدیدات ایران
در این گزارش در جلوی نام ایران تهدیدات زیر برجسته شده‌است:

### تهدیدات سایبری
در بخش تهدیدات سایبری گزارش جامعه اطلاعاتی آمریکا آمده‌است: «ایران کماکان از جاسوسی سایبری، تبلیغات و حملات ۲۰۱۵ برای پشتیبانی از اولویت‌های امنیتی خود، تأثیرگذاری در رویدادهای (دیگر نقاط دنیا) و مقابله با تهدیدات استفاده کرد؛ برخی متحدان منطقه‌ای آمریکا، هدف این اقدامات بوده‌اند. ایران حتی مستقیماً از توان سایبری خود برای هدف قرار دادن ایالات متحده استفاده کرده‌است. مثلاً در سال ۲۰۱۳ یک هکر ایرانی به سامانه کنترل یک سد در آمریکا نفوذ کرد و در سال ۲۰۱۴ عوامل ایران با حمله به یک کازینوی آمریکایی، اطلاعات آن را پاک کردند.»

### اشاعه هسته‌ای و تسلیحات کشتار جمعی
در بخش «اشاعه هسته‌ای و تسلیحات کشتار جمعی» آمده‌است: «تهران در مقابل انظار عمومی می‌گوید که خواهان حفظ برنامه جامع اقدام مشترک است زیرا برجام را ابزاری برای رفع تحریم‌ها و حفظ برخی توانایی‌های هسته‌ای خود می‌داند. ایران مشخصاً می‌داند دولت جدید آمریکا، نگرانی‌هایی نسبت به توافق (هسته‌ای) دارد ولی انتظار دارد که اعضای ۱+۵ به تعهداتشان (ذیل برجام) پایبند بمانند؛ ولی برای ما مشخص نیست که آیا ایران قصد دستیابی به بمب اتمی دارد یا خیر؟»

### تروریسم
در بخش تروریسم از ایران به عنوان اصلی‌ترین کشور حامی تروریسم نام برده شده و آمده که «ایران و اصلی‌ترین شریکش در تروریسم یعنی حزب‌الله لبنان، کماکان تهدیدی برای منافع آمریکا و شرکایش در سراسر جهان هستند».
عادل الجبیر وزیر مشاور در امور خارجه پادشاهی عربی سعودی در سخنرانی در پارلمان اروپا گفت که جمهوری اسلامی ایران بزرگترین کشور حامی تروریسم در جهان است.

### تهدیدات منطقه‌ای
در بخش تهدیدات منطقه‌ای یک بخش کامل به ایران اختصاص یافته و در آن آمده‌است: «جمهوری اسلامی ایران کماکان تهدیدی برای منافع ملی آمریکاست؛ دلیل این مطلب، حمایت ایرانیان از تروریست‌ها و شبه نظامیان مخالف آمریکا، رژیم اسد، شورشی‌های حوثی یمن و همچنین بسط قابلیت‌های نظامی پیشرفته توسط این کشور است. به رغم حمایت مشروط رهبر عالی ایران خامنه‌ای از برجام، وی به شدت نسبت به مقاصد ایالات متحده بی‌اعتماد است.» در ادامه ارزیابی این گزارش از استراتژی خامنه‌ای نوشته شده‌است: «رهبر ایران بر خنثی کردن نفوذ آمریکا و اسرائیل متمرکز است؛ حوزه دیگر تمرکز وی، مقابله با آن چیزی است که ایرانی‌ها با عنوان تلاش سعودی‌ها برای تقویت افراطی گرایی در میان سنی مذهب‌ها در مقابله با ایران و جوامع شیعه منطقه از آن یاد می‌کنند.»

### مقابله اطلاعاتی
در بخش مقابله اطلاعاتی گزارش عمده تهدید اطلاعاتی آمریکا از جانب روسیه و چین ارزیابی شده‌است ولی از ایران نیز به عنوان «کشورهایی که آمریکا را تهدید اصلی می‌بینند» نام برده شده‌است.

## جلسه کمیته اطلاعاتی مجلس سنا
روز پنجشنبه ۱۱ مه ۲۰۱۷ جلسه سالانه کمیته اطلاعاتی سنای آمریکا دربارهٔ تهدیدهای جهانی با ریاست رئیس کمیته ریچارد بار برگزار شد. در این نشست مقام‌های مهم جامعه اطلاعاتی آمریکا منجمله دانیل کوتس مدیر اطلاعات ملی، مایکل پامپئو رئیس سیا، مایکل راجرز مدیر آژانس امنیت ملی، اندرو مک کیب رئیس موقت اف‌بی‌آی و وینست استوارت مدیر آژانس اطلاعات دفاعی آمریکا شرکت داشتند.
در این نشست دن کوتس دربارهٔ ایران گفت: «بیانیه‌هایی که از رژیم تهران ما می‌شنویم حاکی از آن است که رژیم تهران قصد دارد که توافق برجام را حفظ کند چرا که در اینصورت هم می‌تواند برخی از توانایی‌های اتمی اش را حفظ کند و هم تحت توافق تحریم‌ها لغو شود». کوتس در ادامه گفت: «با این حال فعالیت‌های بدخواهانه تهران ادامه دارد و ایران تسلیحات، پول و آموزش برای سوریه فراهم می‌کند و حدود ۱۰هزار شبه نظامی شیعه عراقی، پاکستانی برای حمایت از بشار اسد در سوریه تحت کنترل حمایت دارد.

## جلسه کمیته نیروهای مسلح سنا
روز ۲۳ مه ۲۰۱۷ جلسه استماع کمیته نیروهای مسلح سنای آمریکا دربارهٔ تهدیدهای جهانی به ریاست رئیس کمیته سناتور جان مک‌کین برگزار شد. در این استماع دنیل کوتس مدیر اطلاعات ملی، سپهبد ونسانت آر. استوارت مدیر آژانس اطلاعات دفاعی شرکت داشتند. برخی از اظهارات استماع حول تهدیدات ایران عبارتند از:
- سناتور رید، عضو ارشد: تهدیدات اصلی که ملت ما را تهدید می‌کند روسیه، چین، کره‌شمالی و ایران بعلاوه افراط‌گرایی هستند.
- دن کوتس: در ایران، بیانیه‌های علنی تهران می‌گوید که خواستار حفظ برجام است. چون این توافق را وسیله‌ای برای کنار زدن تحریم‌ها در عین حفظ میزانی توانمندی اتمی می‌داند. ارزیابی ما این است که برجام مدت زمان تولید مواد انشقاق‌پذیر برای یک بمب اتمی را برای ایران از چند ماه به حدود یکسال افزایش می‌دهد. در عین حال، فعالیت‌های شریرانه ایران ادامه دارد. بعنوان مثال ایران تسلیحات، پول و آموزش به تا ۱۰۰۰۰ رزمنده شیعه عراقی، افغانی و پاکستانی در سوریه می‌دهد تا از رژیم اسد حمایت کند. ایران صدها تن از نیروهای خودش، شامل اعضای سپاه پاسداران و نیروی قدس را بعنوان مشاور (نظامی) به سوریه گسیل داشته‌است. ما شاهد تلاش‌های شریرانه فراوانی از جانب ایران بوده‌ایم که بسیار تحریک کننده هستند.
- استوارت: علی‌رغم تحریمها، ایران منابع قابل توجهی را خرج توانمندیهای متعارف مانند موشک‌های بالستیک و کروز، سیستم‌های دریایی، پهپادها، و دفاع هوایی که می‌تواند آمریکا و منافع آنرا در منطقه تهدید کند، کرده‌است. دکترین نظامی ایران بر این اساس است که این کشور را در قبال تبعات سیاست تهاجمی منطقه‌ای آن حفظ نماید؛ و در رأس این کار نیروی قدس و عامل منطقه‌ای آن حزب‌الله لبنان در هماهنگی با برخی شبه نظامیان عراقی و حوثی‌ها قرار دارد. ما باید انتظار داشته باشیم که ایران با بکارگیری سازمان‌های تروریستی و نیروهای نیابتی به تضعیف ساختار فعلی منطقه ادامه دهد تا تلاش‌های آمریکا در سراسر منطقه را با مشکل مواجه کند.
- سناتور گراهام: رئیس‌جمهور امروز صبح در اسرائیل گفت که ایران نباید قادر به دستیابی به بمب اتمی باشد. مدیر کوتس، آیا تو فکر می‌کنی که توافق فعلی با ایران در رابطه با برنامه اتمی آن این هدف را برآورده می‌کند؟ کوتس: نه فکر کنم مشخص شد که این هدف را برآورده نخواهد ساخت بلکه تنها از داشتن توانمندی جاری جلوگیری خواهد کرد.[۷]

## موضع مقامات آمریکا
- ژنرال جوزف وتل بلندپایه‌ترین مقام نظامی آمریکا در خلیج فارس و آسیای مرکزی (فرمانده سنتکام) در کمیته خدمات نیروهای مسلح مجلس نمایندگان کنگره آمریکا در ۲۹ مارس ۲۰۱۷ گفت: «ایران یکی از بزرگترین تهدیدها برای ایالات متحده است … ایران اقدامات بی‌ثبات کننده خود را در منطقه افزایش داده‌است. .. ایران از این منطقه به شکل‌های مختلف سوء استفاده می‌کند و از ابزارهایی مانند؛ تسهیل کمک‌های مرگبار، نیروهای نیابتی، یا فعالیت‌های سایبری در این منطقه استفاده می‌کند. … ما می‌بایست فرصت‌هایی را که براساس آنها می‌توانیم فعالیت‌های ایران را از طریق نظامی یا سایر شیوه‌ها مختل کنیم، مورد ارزیابی قرار دهیم. ما باید مترصد فرصت‌هایی باشیم که می‌توانیم بر اساس آنها فعالیت‌های آنها را افشا کنیم و به خاطر اقداماتشان آنها را پاسخگو کنیم.»[۸] ژنرال جوزف وتل، در نهم مارس ۲۰۱۷ نیز طی سخنانی در کمیته نیروهای مسلح در مجلس سنای آمریکا ایران را بزرگترین تهدید پایدار در «منطقه پیچیده» تحت مسئولیت نیروهای نظامی آمریکا توصیف کرد وتل با اشاره به نقش ایران گفت: «ما با مجموعه‌ای از فعالیت‌های شرورانه ایران و نیروهای نیابتی آن در منطقه مواجه هستیم». وی افزود: «به نظر من ایران بزرگترین تهدید طولانی‌مدت برای ثبات در این منطقه از جهان است».[۹]